# Erotendomychus bimaculatus
Erotendomychus bimaculatus es una especie de coleóptero de la familia Endomychidae.

## Distribución geográfica
Habita en Victoria y Nueva Gales del Sur (Australia).